# NGC 891
NGC 891 sau Caldwell 23 este o galaxie spirală nebarată localizată la 30 de milioane de ani-lumină în constelația Andromeda. A fost descoperită de William Herschel pe 6 octombrie 1784. Galaxia face parte din super-roiul de galaxii Fecioara. 